# Justicia polyantha
Justicia polyantha är en akantusväxtart som beskrevs av Raymond Benoist. Justicia polyantha ingår i släktet Justicia och familjen akantusväxter. Inga underarter finns listade i Catalogue of Life.